# James Sparrow
Pour les articles homonymes, voir Sparrow.
 (janvier 2016).
Si vous disposez d'ouvrages ou d'articles de référence ou si vous connaissez des sites web de qualité traitant du thème abordé ici, merci de compléter l'article en donnant les références utiles à sa vérifiabilité et en les liant à la section « Notes et références ».
James Sparrow, né le 21 février 1938 à Bristol et mort à L'Haÿ-les-Roses le 26 janvier 2016, est un danseur, acteur, chanteur et chorégraphe anglais naturalisé français.

## Biographie
Il a été professeur au Conservatoire national supérieur de musique et de danse de Paris.
Il était le compagnon de l'acteur français Philippe Mareuil, décédé deux semaines avant lui.
Il meurt à Paris d'un cancer généralisé.

## Théâtre

### En tant que comedien
- 1972 : Dédé, opérette d'Henri Christiné et Albert Willemetz, mise en scène de Jean Le Poulain, théâtre des Nouveautés
- 1975 : Zorba le Grec, comédie musicale de Joseph Stein, John Kander et Fred Ebb, mise en scène de Bob Howe et David Toguri, théâtre de l'Ouest parisien
- 1976 : Nini la chance, comédie musicale de Jacques Mareuil, mise en scène de Raymond Vogel, théâtre Marigny
- 1991 : Dédé d'Henri Christiné et Albert Willemetz, mise en scène de Jean-Paul Lucet, théâtre des Célestins : André de la Huchette

### En tant que chorégraphe
- 1978 : Le Pompier de mes rêves de Louis Thierry, mise en scène de l'auteur, théâtre du Marais
- 1981 : La Grande Guerre des p'tites étoiles de Louis Thierry, mise en scène de l'auteur, théâtre de la Ville de Rennes
- 1982 : Les Fourmidiables de Roland Dubillard, mise en scène de Alain Goison, théâtre des Deux-Portes
- 1984 : Les Surgelés de Michel Dodane et Christian Pernot, mise en scène de Christian Pernot, théâtre du Point-Virgule
- 1984 : Androclès et le Lion de George Bernard Shaw, mise en scène de Jacques Mauclair, théâtre du Marais
- 1986 : Cinéma de Jean-Claude Le Saul et Pierre Sellia, mise en scène de Jean-Claude Le Saul, théâtre Jean-Vilar de Suresnes
- 1987 : La Vie parisienne de Jacques Offenbach, mise en scène de Gérard Boireau
- 1988 : La Fille du tambour-major de Jacques Offenbach, mise en scène de Gérard Boireau, théâtre de Plein air de Carpentras
- 1991 : Dédé d'Henri Christiné, mise en scène de Jean-Paul Lucet, théâtre des Célestins
- 1994 : Choreographe Hello Dolly. Tpl productions. Tourné en France Et Suissr
- 1996 : Là-haut, opérette de Maurice Yvain, Yves Mirande, Gustave Quinson et Albert Willemetz, mise en scène de David Gilmore, théâtre des Célestins
- 2006 : Hotel Dorothy Parker de Valeria Moretti et Rachel Salik, théâtre des Déchargeurs puis théâtre La Bruyère
- 2007 : La Divine Miss V. de Mark Hampton et Mary Louise Wilson, mise en scène de Jean-Paul Muel, théâtre du Rond-Point

Sources : http://data.bnf.fr et Les Archives du spectacle.

## Filmographie

### Cinéma
- 1969 : Le Corps de Diane de Jean-Louis Richard : Agamemnon

### Télévision
- 1968 : Affaire Vilain contre Ministère public de Robert Guez : le jeune étranger
- 1973 : La Ligne de démarcation de Jacques Ertaud : le lieutenant James Lewis
- 1973 : Poof de Lazare Iglesis :  danseur
- 1974 : La Cloche tibétaine de Serge Friedman :  le capitaine Rogers (3ème épisode :"Le piège")
- 1972 : L'Atlantide de Jean Kerchbron : Douglas Kaine
- 1977 : Paris-Cobourg de Anne Revel :  Stanley
- 1977 : Impressions d'Afrique de Jean-Christophe Averty :  Norbert Montalesco
- 1979 : Paris-Chamonix de Anne Revel :  Stanley
- 1981 : Paris-Porto-Vecchio de Anne Revel :  Stanley
- 1982 : De bien étranges affaires, épisode La Soucoupe de solitude de Philippe Monnier :  l'Anglais
- 1986 : Catherine de Marion Sarraut :  Chevalier Hugh Kennedy

Source : IMDb sauf précision.